# Lista delle serie matematiche
Questa lista di serie contiene formule per sommatorie finite o infinite. Può essere usata con altri strumenti per valutare sommatorie.

## Somme di potenze
- {\displaystyle \sum _{i=1}^{n}i={\frac {n(n+1)}{2}}}
- {\displaystyle \sum _{i=1}^{n}i^{2}={\frac {n(n+1)(2n+1)}{6}}={\frac {n^{3}}{3}}+{\frac {n^{2}}{2}}+{\frac {n}{6}}}
- {\displaystyle \sum _{i=1}^{n}i^{3}=\left({\frac {n(n+1)}{2}}\right)^{2}={\frac {n^{4}}{4}}+{\frac {n^{3}}{2}}+{\frac {n^{2}}{4}}=\left(\sum _{i=1}^{n}i\right)^{2}}
- {\displaystyle \sum _{i=1}^{n}i^{4}={\frac {n(n+1)(2n+1)(3n^{2}+3n-1)}{30}}}
- {\displaystyle \sum _{i=0}^{n}i^{s}={\frac {(n+1)^{s+1}}{s+1}}+\sum _{k=1}^{s}{\frac {B_{k}}{s-k+1}}{s \choose k}(n+1)^{s-k+1}}

	dove {\displaystyle B_{k}} è il {\displaystyle k}-esimo numero di Bernoulli.
- {\displaystyle \sum _{i=1}^{\infty }i^{-s}=\prod _{p{\text{ primo}}}{\frac {1}{1-p^{-s}}}=\zeta (s)}
- {\displaystyle \sum _{k=1}^{\infty }{\frac {1}{k^{2}}}={\frac {\pi ^{2}}{6}}=\zeta (2)}
- {\displaystyle \sum _{k=1}^{\infty }{\frac {1}{k^{4}}}={\frac {\pi ^{4}}{90}}=\zeta (4)}
- {\displaystyle \sum _{k=1}^{\infty }{\frac {1}{k^{6}}}={\frac {\pi ^{6}}{945}}=\zeta (6)}

	dove {\displaystyle \zeta (s)} è la zeta di Riemann.

## Serie di potenze
| Somma infinita (per {\displaystyle \|x\|<1})                                             | Somma finita |  |
| ---------------------------------------------------------------------------------------- | --- |  |
| {\displaystyle \sum _{k=0}^{\infty }x^{k}={\frac {1}{1-x}}}                              | {\displaystyle \sum _{k=m}^{n}x^{k}={\frac {x^{n+1}-x^{m}}{x-1}},\quad {\text{con }}x\neq 1.}                          |  |
| {\displaystyle \sum _{k=0}^{\infty }x^{2k}={\frac {1}{1-x^{2}}}}                         | |  |
| {\displaystyle \sum _{i=1}^{\infty }ix^{i}={\frac {x}{(1-x)^{2}}}}                       | {\displaystyle \sum _{i=1}^{n}ix^{i}=x{\frac {1-x^{n}}{(1-x)^{2}}}-{\frac {nx^{n+1}}{1-x}}}                            |  |
| {\displaystyle \sum _{i=1}^{\infty }i^{2}x^{i}={\frac {x(1+x)}{(1-x)^{3}}}}              | {\displaystyle \sum _{i=1}^{n}i^{2}x^{i}={\frac {x(1+x-(n+1)^{2}x^{n}+(2n^{2}+2n-1)x^{n+1}-n^{2}x^{n+2})}{(1-x)^{3}}}} |  |
| {\displaystyle \sum _{i=1}^{\infty }i^{3}x^{i}={\frac {x(1+4x+x^{2})}{(1-x)^{4}}}}       | |  |
| {\displaystyle \sum _{i=1}^{\infty }i^{4}x^{i}={\frac {x(1+x)(1+10x+x^{2})}{(1-x)^{5}}}} | |  |

### Con denominatori semplici
- {\displaystyle \sum _{i=1}^{\infty }{\frac {x^{i}}{i}}=\log \left({\frac {1}{1-x}}\right),\quad {\text{per }}|x|\leq 1,\,x\not =1}
- {\displaystyle \sum _{i=1}^{\infty }(-1)^{i}{x^{i} \over i}=\log(1+x),\quad {\text{per }}|x|<1}
- {\displaystyle \sum _{i=0}^{\infty }{\frac {(-1)^{i}}{2i+1}}x^{2i+1}=x-{\frac {x^{3}}{3}}+{\frac {x^{5}}{5}}-\cdots =\arctan x}
- {\displaystyle \sum _{i=0}^{\infty }{\frac {x^{2i+1}}{2i+1}}=\operatorname {artanh} x,\quad {\text{per }}|x|<1}

### Con denominatori fattoriali
Molte serie che sono calcolate per mezzo del teorema di Taylor hanno coefficienti frazionari contenenti fattoriali.
- {\displaystyle \sum _{i=0}^{\infty }{\frac {x^{i}}{i!}}=e^{x}}
- {\displaystyle \sum _{i=0}^{\infty }i{\frac {x^{i}}{i!}}=xe^{x}\quad } (si veda media della distribuzione di Poisson)
- {\displaystyle \sum _{i=0}^{\infty }i^{2}{\frac {x^{i}}{i!}}=(x+x^{2})e^{x}\quad } (si veda momento secondo della distribuzione di Poisson)
- {\displaystyle \sum _{i=0}^{\infty }i^{3}{\frac {x^{i}}{i!}}=(x+3x^{2}+x^{3})e^{x}}
- {\displaystyle \sum _{i=0}^{\infty }i^{4}{\frac {x^{i}}{i!}}=(x+7x^{2}+6x^{3}+x^{4})e^{x}}
- {\displaystyle \sum _{i=0}^{\infty }{\frac {(-1)^{i}}{(2i+1)!}}x^{2i+1}=x-{\frac {x^{3}}{3!}}+{\frac {x^{5}}{5!}}-\cdots =\sin x}
- {\displaystyle \sum _{i=0}^{\infty }{\frac {(-1)^{i}}{(2i)!}}x^{2i}=1-{\frac {x^{2}}{2!}}+{\frac {x^{4}}{4!}}-\cdots =\cos x}
- {\displaystyle \sum _{i=0}^{\infty }{\frac {x^{2i+1}}{(2i+1)!}}=\sinh x}
- {\displaystyle \sum _{i=0}^{\infty }{\frac {x^{2i}}{(2i)!}}=\cosh x}

### Con denominatori fattoriali modificati
- {\displaystyle \sum _{n=0}^{\infty }{\frac {(2n)!}{4^{n}(n!)^{2}(2n+1)}}x^{2n+1}=\arcsin x,\quad {\text{per }}|x|<1}
- {\displaystyle \sum _{i=0}^{\infty }{\frac {(-1)^{i}(2i)!}{4^{i}(i!)^{2}(2i+1)}}x^{2i+1}=\operatorname {arsinh} x,\quad {\text{per }}|x|<1}

### Serie binomiali
Serie binomiali (include la radice quadrata per {\displaystyle \alpha =1/2} e la serie infinita geometrica per {\displaystyle \alpha =-1}):
- {\displaystyle \sum _{n=0}^{\infty }{\frac {(-1)^{n}(2n)!}{(1-2n)n!^{2}4^{n}}}x^{n}={\sqrt {1+x}},\quad {\text{per}}|x|<1}
- {\displaystyle \sum _{n=0}^{\infty }(-1)^{n}x^{n}={\frac {1}{1+x}},\quad {\text{per }}|x|<1}
- {\displaystyle \sum _{k=0}^{n}{\binom {n}{k}}x^{k}=(1+x)^{n}}
- {\displaystyle \sum _{k=0}^{n}{\binom {n}{k}}a^{n-k}\cdot b^{k}=(a+b)^{n}}
- {\displaystyle \sum _{\alpha =\beta }^{\infty }{\binom {\alpha -1}{\beta -1}}x^{\alpha -\beta }={\frac {1}{(1-x)^{\beta }}}}
- {\displaystyle \sum _{\alpha =\beta }^{\infty }{\binom {\alpha -1}{\beta -1}}(1-x)^{\alpha -\beta }\cdot x^{\beta }=1}
- {\displaystyle \sum _{n=0}^{\infty }{\alpha  \choose n}x^{n}=(1+x)^{\alpha },\quad {\text{per }}|x|<1{\text{ e }}\alpha {\text{ complesso}}}

	con il coefficiente binomiale generalizzato {\displaystyle {\alpha  \choose n}=\prod _{k=1}^{n}{\frac {\alpha -k+1}{k}}={\frac {\alpha (\alpha -1)\cdots (\alpha -n+1)}{n!}}}
- {\displaystyle \sum _{i=0}^{\infty }{i+n \choose i}x^{i}={\frac {1}{(1-x)^{n+1}}}}[1]
- {\displaystyle \sum _{i=0}^{\infty }{\frac {1}{i+1}}{2i \choose i}x^{i}={\frac {1}{2x}}(1-{\sqrt {1-4x}})}[1]
- {\displaystyle \sum _{i=0}^{\infty }{2i \choose i}x^{i}={\frac {1}{\sqrt {1-4x}}}}[1]
- {\displaystyle \sum _{i=0}^{\infty }{2i+n \choose i}x^{i}={\frac {1}{\sqrt {1-4x}}}\left({\frac {1-{\sqrt {1-4x}}}{2x}}\right)^{n}}[1]

## Coefficienti binomiali
- {\displaystyle \sum _{i=0}^{n}{n \choose i}=2^{n}}
- {\displaystyle \sum _{i=0}^{n}{n \choose i}a^{n-i}b^{i}=(a+b)^{n}}
- {\displaystyle \sum _{i=0}^{n}(-1)^{i}{n \choose i}=0}
- {\displaystyle \sum _{i=k}^{n}{i \choose k}={n+1 \choose k+1}}
- {\displaystyle \sum _{i=0}^{n}{k+i \choose i}={k+n+1 \choose n}}
- {\displaystyle \sum _{i=0}^{n}{r \choose i}{s \choose n-i}={r+s \choose n}}

## Funzioni trigonometriche
Somma del seno e del coseno che si annullano nella serie di Fourier.
- {\displaystyle \sum _{k=1}^{n}\sin \left({\frac {k\pi }{n}}\right)=\cot \left({\frac {\pi }{2n}}\right)}
- {\displaystyle \sum _{k=1}^{n}\cos \left({\frac {k\pi }{n}}\right)=-1}

## Funzioni razionali
- {\displaystyle \sum _{n=b+1}^{\infty }{\frac {b}{n^{2}-b^{2}}}=\sum _{n=1}^{2b}{\frac {1}{2n}}}